# 淺野博宣
淺野 博宣（あさの ひろのぶ、1970年 ‐ ）は、日本の法学者。神戸大学大学院法学研究科・法学部教授。専門は憲法学。特にアメリカ憲法、プラグマティズム。

## 来歴
東大寺学園高等学校を経て、1994年に東京大学法学部第一類（私法コース）を卒業した。同年より東京大学大学院法学政治学研究科助手となる（学士助手）。1997年に講師に昇格した。2000年に神戸大学大学院法学研究科に移り、助教授となる。2007年に教授に就任した。
この間、司法試験考査委員を務める。

## 著書
出典はResearchmap。
※いずれも共著、もしくは分担執筆。
- 『憲法学の現代的論点』有斐閣、2006年3月
- 『憲法I 統治』有斐閣 2011年3月
- 『憲法理論の再創造』日本評論社、2011年3月
- 『ケースブック憲法』有斐閣、2011年4月
- 『公法系訴訟実務の基礎』弘文堂、2011年9月
- 憲法判例研究会（編）『判例プラクティス憲法』（分担執筆）信山社、2012年2月
- 以下2点は毛利透・小泉良幸・松本哲治との共著。
  - 『憲法I 総論・統治』（第2版）有斐閣、2017年4月（第3版、2022年3月）
  - 『憲法II 人権』（第2版）有斐閣、2017年5月（第3版、2022年4月）
- 宍戸常寿・曽我部真裕（編）『判例プラクティス憲法』（第3版）（分担執筆） 信山社、2022年11月